# Oskar Fischer
Ne pas confondre avec le médecin Oskar Fischer (en)
Pour les articles homonymes, voir Fischer.
Oskar Fischer, né le 19 mars 1923 à Asch (Première République tchécoslovaque) et mort le 2 avril 2020 à Berlin (Allemagne), est un homme politique est-allemand. 
De 1975 à 1990, il est ministre des Affaires étrangères au sein du gouvernement de la République démocratique allemande.

## Biographie
Oskar Fischer étudie de 1937 à 1940 afin de devenir tailleur. Soldat dans l'armée allemande, il est prisonnier de guerre des Soviétiques de 1944 à 1946.
Après son retour en Allemagne, il rejoint le SED et la FDJ, où il travaille au sein du district de Spremberg et de la région du Brandebourg. Après les élections parlementaires de 1950, il est durant un an député au Parlement de Brandebourg et président de la commission de la Jeunesse, la Culture et l'Éducation publique. De 1951 à 1952, il est le secrétaire du Conseil central de la FDJ et le secrétaire de la Fédération mondiale de la jeunesse démocratique, et en 1952 membre du Conseil mondial de la jeunesse.
De 1955 à 1959, il est ambassadeur de RDA en Bulgarie, puis membre du Comité central du SED. De 1962 à 1965, il étudie à l'École du Parti communiste à Moscou et en sort diplômé en sciences sociales. Après cela, il est secrétaire d'État et, de 1975 à 1990, ministre des Affaires étrangères. Il est également, de 1971 à 1989, membre du Comité central du SED et, de 1976 à 1990, député à la Volkskammer (Chambre du peuple). Il demeure ministre au sein du cabinet Modrow.

## Distinctions
Oskar Fischer est décoré en 1973 de l'ordre du Mérite patriotique (Vaterländischer Verdienstorden) et en 1983 de l'ordre de Karl-Marx.